# Pam Ryan
Pam Ryan MBE AM (eigentlich Pamela Ryan, geb. Kilborn; * 12. August 1939 in Melbourne) ist eine ehemalige australische Leichtathletin.
Kilborn gewann bei den British Empire and Commonwealth Games 1962 in Perth die Goldmedaille im 80-Meter-Hürdenlauf vor der Engländerin Betty Moore (Silber) und der Neuseeländerin Avis McIntosh (Bronze) sowie die Goldmedaille im Weitsprung vor den beiden Australierinnen Helen Frith (Silber) und Janet Knee (Bronze). Bei den British Empire and Commonwealth Games 1966 in Kingston gewann sie die Goldmedaille in der Disziplin 80-Meter-Hürdenlauf vor der Jamaikanerin Carmen Smith (Silber) und der Kanadierin Jenny Wingerson (Bronze) sowie die Goldmedaille in der 4-mal-100-Meter-Staffel. Auch 1970 holte sie sich die Goldmedaille, jetzt im 100-Meter-Hürdenlauf vor der Australierin Maureen Caird (Silber) und der Engländerin Christine Bell (Bronze) sowie die Goldmedaille in der 4-mal-100-Meter-Staffel.
1967 brach sie die von Christine Bell (damals Perera) aufgestellte Weltbestzeit von 13,7 s und verbesserte diese 1969 selbst noch zweimal bis auf 13,3 s.
Bei den Olympischen Spielen 1964 in Tokio gewann sie die Bronzemedaille hinter Karin Balzer aus der DDR und der Polin Teresa Ciepły (Silber). Bei den Olympischen Spielen 1968 in Mexiko-Stadt gewann sie die Silbermedaille beim letztmals als olympische Disziplin durchgeführten 80-Meter-Hürdenlauf, hinter der Australierin Maureen Caird und vor der Taiwanerin Chi Cheng. Bei den Olympischen Spielen 1972 wurde sie über 100 m Hürden Vierte.
1971 wurde sie zum Member des Order of the British Empire ernannt. 2001 erhielt sie für ihre Verdienste um den Leichtathletik- und Hockeysport sowie um die Sporterziehung in Victoria und Australien die Centenary Medal. Für ihre Verdienste um die Leichtathletik als Wettkämpferin, Trainerin und Mentorin sowie ihre Arbeit für Athletics International wurde sie 2008 zum Member des Order of Australia ernannt.